# Waldo (Alabama)
 Waldo, Alabama és una població dels Estats Units a l'estat d'Alabama. Segons el cens del 2000 tenia 281 habitants.

## Demografia
Segons el cens del 2000, Waldo tenia 281 habitants, 102 habitatges, i 74 famílies La densitat de població era de 38,2 habitants/km².
Dels 102 habitatges en un 27,5% hi vivien nens de menys de 18 anys, en un 50% hi vivien parelles casades, en un 21,6% dones solteres, i en un 26,5% no eren unitats familiars. En el 21,6% dels habitatges hi vivien persones soles el 5,9% de les quals corresponia a persones de 65 anys o més que vivien soles. El nombre mitjà de persones vivint en cada habitatge era de 2,75 i el nombre mitjà de persones que vivien en cada família era de 3,25.
Per edats la població es repartia de la següent manera: un 24,2% tenia menys de 18 anys, un 10% entre 18 i 24, un 25,3% entre 25 i 44, un 28,8% de 45 a 60 i un 11,7% 65 anys o més.
L'edat mediana era de 40 anys. Per cada 100 dones hi havia 103,6 homes. Per cada 100 dones de 18 o més anys hi havia 95,4 homes.
La renda mediana per habitatge era de 26.563 $ i la renda mediana per família de 31.750 $. Els homes tenien una renda mediana de 31.364 $ mentre que les dones 19.375 $. La renda per capita de la població era de 13.743 $. Aproximadament el 19,6% de les famílies i el 17,5% de la població estaven per davall del llindar de pobresa.

## Poblacions properes
El següent diagrama mostra les poblacions més properes.